# Mark Koevermans
Mark Koevermans (Rotterdam, 3 februari 1968) is een Nederlands sportbestuurder en voormalig tennisspeler.

## Loopbaan als tennisser
Koevermans speelde proftennis van 1987 tot en met 1994. Zijn hoogste positie was de 37e plaats in mei 1991. Koevermans won één toernooi in het enkelspel en vier toernooien in het dubbelspel.
Overwinningen
- 1990: Athene (heren enkel)
- 1991: Estoril met Paul Haarhuis en Athene met Jacco Eltingh
- 1992: Dutch Open op 't Melkhuisje in Hilversum met Paul Haarhuis.
- 1993: Hamburg met Paul Haarhuis.

Hij nam in 1992 deel aan de Olympische Spelen in Barcelona, waar hij in de 3de ronde verloor van de Braziliaan Jaime Oncins.

## Loopbaan als sportbestuurder
Vanaf 1 april 2009 was hij commercieel directeur bij voetbalclub Feyenoord en sinds 26 november 2019 algemeen directeur.
Toen Koevermans algemeen directeur was, werd hij geconfronteerd met de uitspraak die hij eerder in 2019 in het boek Over winnen van Mark van Beek deed:
Naarmate ik ouder word, weet ik steeds beter waar ik goed in ben, en vooral ook, waar ik helemaal niet goed in ben. Ik zou bijvoorbeeld nooit algemeen directeur van Feyenoord willen worden. Omdat ik denk dat ik daar echt een aantal competenties voor mis om dat goed te kunnen. Dan komen er zaken op mijn bordje waar ik niet gelukkig van word en dan wordt mijn omgeving daar en dus ook Feyenoord niet gelukkig van. Geconfronteerd met deze uitspraak, gaf Koevermans aan dat zijn gevoel later veranderde.
Op 27 oktober 2021 maakte Koevermans bekend dat hij zijn ontslag had ingediend wegens bedreigingen aan zijn adres. Per 1 december 2021 nam hij afscheid als algemeen directeur bij Feyenoord.

## Privé
Koevermans is getrouwd; met zijn vrouw heeft hij vier kinderen. Zijn dochter Anouk Koevermans is ook tennisster. Hij is een aangetrouwde neef (oomzegger) van de politicus Frits Korthals Altes.

## Palmares

### Enkelspel
| Nr.              | Datum          | Toernooi   | Ondergrond | Tegenstander in finale | Score         | Details |
| ---------------- | -------------- | ---------- | ---------- | ---------------------- | ------------- | ------- |
| gewonnen finales |                |            |            |                        |               |         |
| 1.               | 7 oktober 1990 | ATP Athene | Gravel     | Franco Davín           | 5-7, 6-4, 6-1 | Details |

## Resultaten grote toernooien
| Legenda | Legenda                          |
| ------- | -------------------------------- |
| g.t.    | geen toernooi gehouden           |
| l.c.    | lagere categorie                 |
| –       | niet deelgenomen                 |
| G       | uitgeschakeld in de groepsfase   |
| 1R      | uitgeschakeld in de eerste ronde |
| 2R      | uitgeschakeld in de tweede ronde |
| 3R      | uitgeschakeld in de derde ronde  |
| 4R      | uitgeschakeld in de vierde ronde |
| KF      | uitgeschakeld in de kwartfinale  |
| HF      | uitgeschakeld in de halve finale |
| F       | de finale verloren               |
| W       | het toernooi gewonnen            |
| w-v     | winst/verlies-balans             |

### Enkelspel
| Grandslamtoernooien                                     |                  |                  |                  |               |               |               |                     |                     |                     |
| Australian Open                                         | –                | 2R               | 1R               | 3R            | 1R            | –             | 0 / 4               | 3-4                 |                     |
| Roland Garros                                           | –                | 1R               | 2R               | 1R            | 1R            | 1R            | 0 / 5               | 1-5                 |                     |
| Wimbledon                                               | –                | –                | 4R               | 1R            | 1R            | –             | 0 / 3               | 3-3                 |                     |
| US Open                                                 | –                | 2R               | –                | 1R            | –             | –             | 0 / 2               | 1-2                 |                     |
| Winst-verlies                                           | 0-0              | 2-3              | 4-3              | 2-4           | 0-3           | 0-1           | 0 / 14              | 8-14                |                     |
| Olympische Spelen                                       |                  |                  |                  |               |               |               |                     |                     |                     |
| Olympische Spelen                                       | –                | geen toernooi    | geen toernooi    | geen toernooi | 3R            | g.t.          | 0 / 1               | 2-1                 |                     |
| Super 9 / Tennis Masters Series / ATP Masters Series    |                  |                  |                  |               |               |               |                     |                     |                     |
| Monte Carlo                                             | –                | –                | –                | 2R            | 1R            | –             | 0 / 2               | 1-2                 |                     |
| Rome                                                    | –                | KF               | –                | 3R            | 2R            | –             | 0 / 3               | 6-3                 |                     |
| Hamburg                                                 | –                | –                | –                | KF            | –             | –             | 0 / 1               | 3-1                 |                     |
| Stockholm                                               | –                | –                | –                | 1R            | –             | –             | 0 / 1               | 0-1                 |                     |
| Winst-verlies                                           | 0-0              | 3-1              | 0-0              | 6-4           | 1-2           | 0-0           | 0 / 7               | 10-7                |                     |
| ATP Championship Series / ATP International Series Gold |                  |                  |                  |               |               |               |                     |                     |                     |
| Barcelona                                               | –                | –                | 2R               | 1R            | 2R            | –             | 0 / 3               | 2-3                 |                     |
| Brussel                                                 | –                | g.t.             | KF               | –             | –             | g.t.          | 0 / 1               | 0-1                 |                     |
| Memphis                                                 | lagere categorie | lagere categorie | lagere categorie | KF            | 1R            | –             | 0 / 2               | 2-2                 |                     |
| Philadelphia                                            | –                | –                | –                | 2R            | –             | –             | 0 / 1               | 1-1                 |                     |
| Stuttgart Outdoor                                       | –                | –                | –                | 1R            | –             | –             | 0 / 1               | 0-1                 |                     |
| Winst-verlies                                           | 0-0              | 0-0              | 1-2              | 2-4           | 1-2           | 0-0           | 0 / 8               | 4-8                 |                     |
| ATP World Series / ATP International Series             |                  |                  |                  |               |               |               |                     |                     |                     |
| Adelaide                                                | –                | 2R               | KF               | 1R            | –             | –             | 0 / 3               | 3-3                 |                     |
| Athene                                                  | –                | –                | W                | KF            | 1R            | 1R            | 1 / 4               | 7-3                 |                     |
| Auckland                                                | –                | –                | –                | –             | 1R            | –             | 0 / 1               | 0-1                 |                     |
| Båstad                                                  | –                | –                | –                | 1R            | –             | –             | 0 / 1               | 0-1                 |                     |
| Bologna                                                 | –                | 1R               | –                | –             | 2R            | –             | 0 / 2               | 1-2                 |                     |
| Búzios                                                  | geen toernooi    | geen toernooi    | geen toernooi    | 1R            | –             | g.t.          | 0 / 1               | 0-1                 |                     |
| Casablanca                                              | –                | –                | KF               | g.t.          | KF            | 1R            | 0 / 3               | 4-3                 |                     |
| Estoril                                                 | –                | –                | 1R               | 1R            | 1R            | –             | 0 / 3               | 0-3                 |                     |
| Florence                                                | geen toernooi    | geen toernooi    | 2R               | 1R            | 2R            | –             | 0 / 3               | 2-3                 |                     |
| Genève                                                  | 1R               | –                | –                | –             | geen toernooi | geen toernooi | 0 / 1               | 0-1                 |                     |
| Genua                                                   | geen toernooi    | geen toernooi    | KF               | 2R            | 2R            | –             | 0 / 3               | 4-3                 |                     |
| Hilversum                                               | –                | –                | 1R               | HF            | KF            | 1R            | 0 / 4               | 5-4                 |                     |
| Itaparica                                               | –                | KF               | HF               | geen toernooi | geen toernooi | geen toernooi | 0 / 2               | 5-2                 |                     |
| Lyon                                                    | –                | 2R               | –                | –             | –             | –             | 0 / 1               | 1-1                 |                     |
| Madrid                                                  | –                | –                | KF               | –             | –             | –             | 0 / 1               | 2-1                 |                     |
| Milaan                                                  | –                | –                | 1R               | 1R            | –             | h.c           | 0 / 2               | 0-2                 |                     |
| Nice                                                    | –                | 1R               | –                | –             | 1R            | –             | 0 / 2               | 0-2                 |                     |
| Palermo                                                 | –                | –                | –                | –             | –             | 1R            | 0 / 1               | 0-1                 |                     |
| Rotterdam                                               | –                | 1R               | 1R               | 1R            | 1R            | –             | 0 / 4               | 0-4                 |                     |
| São Paulo                                               | –                | HF               | 2R               | 1R            | –             | –             | 0 / 3               | 4-3                 |                     |
| Sydney Outdoor                                          | –                | –                | 1R               | 1R            | –             | –             | 0 / 2               | 0-2                 |                     |
| Tel Aviv                                                | –                | –                | KF               | 1R            | 2R            | –             | 0 / 3               | 3-3                 |                     |
| Umag                                                    | geen toernooi    | geen toernooi    | 2R               | –             | –             | –             | 0 / 1               | 1-1                 |                     |
| Wellington                                              | –                | –                | –                | –             | 1R            | g.t.          | 0 / 1               | 0-1                 |                     |
| Winst-verlies                                           | 0-1              | 7-7              | 21-14            | 6-3           | 8-12          | 0-4           | 1 / 52              | 42-51               |                     |
| Davis Cup                                               |                  |                  |                  |               |               |               |                     |                     |                     |
| Davis Cup                                               | 0-1              | –                | 1-1              | 4-0           | –             | 1-1           | 0 / 4               | 6-3                 |                     |
| Carrière statistieken                                   |                  |                  |                  |               |               |               |                     |                     |                     |
| ATP Toernooien gespeeld                                 | 2                | 11               | 21               | 26            | 20            | 6             | Carrière totaal: 86 | Carrière totaal: 86 | Carrière totaal: 86 |
| ATP Finales                                             | 0                | 0                | 1                | 0             | 0             | 0             | Carrière totaal: 1  | Carrière totaal: 1  | Carrière totaal: 1  |
| ATP Toernooien gewonnen                                 | 0                | 0                | 1                | 0             | 0             | 0             | Carrière totaal: 1  | Carrière totaal: 1  | Carrière totaal: 1  |
| Statistieken per ondergrond                             |                  |                  |                  |               |               |               |                     |                     |                     |
| Hardcourt Gewonnen-Verloren                             | 0-0              | 5-4              | 8-6              | 4-8           | 1-5           | 0-0           | 0 / 23              | 18-23               |                     |
| Gravel Gewonnen-Verloren                                | 0-2              | 3-4              | 15-9             | 16-12         | 11-13         | 1-6           | 1 / 48              | 46-46               |                     |
| Gras Gewonnen-Verloren                                  | 0-0              | 0-0              | 3-1              | 0-1           | 0-1           | 0-0           | 0 / 3               | 3-3                 |                     |
| Tapijt Gewonnen-Verloren                                | 0-0              | 4-3              | 1-4              | 0-4           | 0-1           | 0-0           | 0 / 12              | 5-12                |                     |
| Totaal winst-verlies                                    | 0-2              | 12-11            | 27-20            | 20-25         | 12-20         | 1-6           | 1 / 86              | 72-84               |                     |
| Eindejaarsranking                                       | 139              | 63               | 49               | 70            | 139           | 412           | $ 842.859           | $ 842.859           | $ 842.859           |

### Mannendubbelspel
| Toernooi        | 1989 | 1990 | 1991 | 1992 | 1993 |
| --------------- | ---- | ---- | ---- | ---- | ---- |
| Australian Open | 2R   | 2R   | 3R   | 1R   | –    |
| Roland Garros   | 2R   | HF   | KF   | 1R   | 1R   |
| Wimbledon       | –    | 1R   | 3R   | KF   | 1R   |
| US Open         | 1R   | –    | 2R   | –    | –    |